# Colón (departement van Entre Ríos)
Colón (Entre Ríos) is een departement in de Argentijnse provincie Entre Ríos. Het departement (Spaans:  departamento) heeft een oppervlakte van 2.893 km² en telt 52.718 inwoners. Analfabetisme is in 2001 1,7%.

## Plaatsen in departement Colón
- Arroyo Barú
- Colón
- Colonia San Alselmo y Aledañas
- Hambis
- Hocker
- La Clarita
- Pueblo Cazes
- Pueblo Liebig
- San José
- Ubajay
- Villa Elisa